# گلشیفته (مجموعه نمایش خانگی)
گلشیفته یک مجموعهٔ شبکه نمایش خانگی به کارگردانی بهروز شعیبی، محصول سال ۱۳۹۶ است. این مجموعه کمدی-اجتماعی به تهیه‌کنندگی علی اکبر نجفی در تاریخ ۲۸ آذر ۱۳۹۶ در یزد، تهران و در قسمت‌هایی از شهر کرج جلوی دوربین رفته است. این سریال که در روزهای چهارشنبه پخش می‌شد، در یک فصل (۱۶ قسمت) به اتمام رسید.
قسمت اول این مجموعه از ۹ اسفند ماه ۱۳۹۶ در شبکه نمایش خانگی عرضه شد و در تاریخ ۲۷ تیر ماه ۱۳۹۷ به پایان رسید.

## خلاصهٔ داستان
داستان دربارهٔ چهار زن با مشکلات متعدد است. گلی دلگشا (نازنین بیاتی) رتبهٔ اول کنکور شده است و با پدرش حبیب دلگشا (مهدی هاشمی) از یزد به تهران آمده‌اند تا گلی به دانشکدهٔ معماری تهران برود. اما گلی و پدرش بر سر مستقل شدن گلی مشکل دارند. راحله گلشیفته (مهناز افشار) رئیس دانشکدهٔ معماری تهران است که با شوهرش فؤاد افشار (سیامک انصاری) که معاونت وزارت ورزش را بر عهده دارد بر سر استقلال و موفقیت زنان در جامعه اختلاف نظر دارد. مژگان میرزایی (شیلا خداداد) ورزشکار رشتهٔ ووشو است و برای مسابقات المپیک بلغارستان انتخاب شده اما شوهرش، ضیاء شریفی (محمد بحرانی) با تنها رفتن او به خارج از کشور مشکل دارد و معتقد است مژگان باید به وظایف مادری‌اش پایبند باشد. سعیده راست‌کردار (بهاره کیان‌افشار) نیز دختری است که به تازگی تغییر جنسیت داده و برادرش وحید راست‌کردار (امیر مهدی ژوله) پس از مرگ پدرشان تمام ارث و میراث او را بالا کشیده و سهمی به سعیده نداده است. تمام مشکلات این زنان دست به دست هم داده تا آن‌ها با هم متحد شوند و …

## بازیگران
- مهدی هاشمی
- مهناز افشار
- سیامک انصاری
- هومن سیدی
- نازنین بیاتی
- بهاره کیان‌افشار
- شیلا خداداد
- محمد بحرانی
- امیرمهدی ژوله
- نسیم ادبی
- بهناز یادگاری
- وحید رونقی
- شیدا خلیق

## موسیقی تیتراژ
This template is currently non-functional due to T39256.

موسیقی این مجموعه بر عهده یحیی سپهری شکیب و خواننده تیتراژ پایانی حمید هیراد است.
| شماره | نام                          | خواننده    | مدت  |
| ----- | ---------------------------- | ---------- | ---- |
| ۱.    | «دیوانه شهر» (تیتراژ پایانی) | حمید هیراد | ۳:۴۵ |

## جوایز و نامزدها
This template is currently non-functional due to T39256.

| ۱۳۹۸ | نوزدهمین جشن حافظ |                                  |                  |          |
| ۱۳۹۸ | نوزدهمین جشن حافظ | بهترین بازیگر مرد کمدی تلویزیونی | محمد بحرانی      | نامزدشده |
| ۱۳۹۸ | نوزدهمین جشن حافظ | بهترین بازیگر زن کمدی تلویزیونی  | مهناز افشار      | نامزدشده |
| ۱۳۹۸ | نوزدهمین جشن حافظ | بهترین بازیگر زن کمدی تلویزیونی  | نازنین بیاتی     | برنده    |
| ۱۳۹۸ | نوزدهمین جشن حافظ | بهترین بازیگر زن کمدی تلویزیونی  | بهاره کیان افشار | نامزدشده |
| ۱۳۹۸ | نوزدهمین جشن حافظ | بهترین بازیگر زن کمدی تلویزیونی  | نسیم ادبی        | نامزدشده |

## حواشی
لو رفتن عکسی از گریم متفاوت هومن سیدی در گلشیفته آن هم در روزهای نخست فیلمبرداری از حاشیه‌سازترین اخبار این مجموعه در رسانه‌ها بود. از دیگر حواشی مهم این مجموعه می‌توان به بازی هومن شاهی خوانندهٔ گروه پیشین بروبکس که پیشینهٔ خوانندگی در برنامهٔ خندوانه را نیز دارد، اشاره کرد.